# Immanuel Nobel
Immanuel Nobel mladší (24. března 1801 Gävle – 3. září 1872) byl švédský inženýr, architekt, vynálezce a průmyslník. Byl vynálezcem rotačního soustruhu používaného při výrobě překližky. Patřil do rodiny Nobelů, byl otcem Roberta Nobela, Ludviga Nobela, Alfreda Nobela a Emila Oskara Nobela.

## Životopis
Immanuel Nobel se narodil 24. března 1801 ve švédském městě Gävle. Vyrůstal v chudé rodině, která si nemohla dovolit žádné formální vzdělání. Číst a psát jej naučil otec. Již ve čtrnácti letech začal pracovat jako námořník. Do rodného Švédska se vrátil až v osmnácti letech.
V roce 1827 se oženil s Andriette Ahlsellovou. Společně měli syny Roberta Nobela, Ludviga Nobela, Alfreda Nobela a Emila Oskara Nobela.
Jeho firma v roce 1833 zkrachoval a o pět let později se rozhodl odejít podnikat do Finska a následně do ruského Petrohradu. Ve městě založil továrnu, která se zaměřovala na zbrojní průmysl. Po krymské válce firma zkrachovala a v roce 1859 se Immanuel Nobel s manželkou a nejmladším synem Emilem vrátil do Stockholmu.
Ve spolupráci se svými syny Alfredem a Emilem začal experimentovat s nitroglycerinem. Při výbuchu 3. září 1864 zahynul jeho syn Emil a několik dalších osob. Z události se nikdy zcela nevzpamatoval a krátce na to utrpěl mrtvici.
Immanuel Nobel zemřel 3. září 1872 v Heleneborgu, kde sídlila rodinná firma. Bylo mu 71 let. Jeho manželka Andriette zemřela o sedmnáct let později.